# Catalina Enseñat Enseñat
Catalina Enseñat Enseñat (Sóller, 21 de noviembre de 1946; Palma, 3 de junio de 2024) es una historiadora, arqueóloga y política española, diputada en el Parlamento de las Islas Baleares por el Partido Popular entre 1983 y 1987.

## Biografía

### Trayectoria académica
Licenciada en Filosofía y Letras por la Universidad de Barcelona y doctora por la Universidad Complutense de Madrid en 1981 gracias a una tesis sobre Las cuevas sepulcrales mallorquinas de la Edad del Hierro. Entre 1970 y 1973 fue directora interina del Museo Arqueológico de Ibiza y Formentera, donde llevó a cabo la reorganización de los fondos museísticos, especialmente aquellos de procedencia subacuática.
En esos años colaboró con Miquel Tarradell Mateu y Matilde Font Sariols en torno a un proyecto de investigación sobre la Ibiza púnica, formó parte del consejo de redacción de la revista Trabajos de Prehistoria e inició dos proyectos de investigación arqueológica en la naveta Alemany y en el poblado de Almallutx, junto a Manuel Fernández-Miranda y su padre Bartolomé Enseñat y Estrany.

### Trayectoria política
El 31 de agosto de 1978 fue nombrada Delegada Provincial del Ministerio de Cultura en las Islas Baleares hasta el 3 de diciembre de 1982 en que fue cesada. Fue elegida diputada y consejera del Consejo Insular de Mallorca en las elecciones al Parlamento de las Islas Baleares de 1983.
En julio de 1987 fue nombrada directora general de Medio Ambiente de la Consejería de Obras Públicas y Ordenación del Territorio. En 1993 fue contratada por la Administración balear, durante la presidencia de Gabriel Cañellas, para trabajar en los Servicios Forestales de Baleares (Ibanat), hasta su jubilación en 2017.
En 2002 fue protagonista de una polémica en el Parlamento de las Islas Baleares porque fue nombrada directora general de la Fundación Parques Nacionales cuando llevaba desde 1999 en situación de baja médica a causa de un supuesto accidente laboral en 1997.